# Bistum Caicó
Das Bistum Caicó (lat.: Dioecesis Caicoënsis) ist eine in Brasilien gelegene römisch-katholische Diözese mit Sitz in Caicó im Bundesstaat Rio Grande do Norte.

## Geschichte
Das Bistum Caicó wurde am 25. November 1939 durch Papst Pius XII. aus Gebietsabtretungen des Bistums Natal errichtet und dem Erzbistum Paraíba als Suffraganbistum unterstellt. Am 15. März 1941 wurde José de Medeiros Delgado zum ersten Bischof ernannt.
Am 16. Februar 1952 wurde das Bistum Caicó dem Erzbistum Natal als Suffraganbistum unterstellt.

## Bischöfe von Caicó
- José de Medeiros Delgado, 1941–1951, dann Erzbischof von São Luís do Maranhão
- José Adelino Dantas, 1952–1958, dann Bischof von Garanhuns
- Manuel Tavares de Araújo, 1959–1978
- Heitor de Araújo Sales, 1978–1993, dann Erzbischof von Natal
- Jaime Vieira Rocha, 1995–2005, dann Bischof von Campina Grande
- Manoel Delson Pedreira da Cruz OFMCap, 2006–2012, dann Bischof von Campina Grande
- Antônio Carlos Cruz Santos MSC, 2014–2024, dann Bischof von Petrolina
- Antônio Ranis Rosendo dos Santos CSsR, seit 2025